# Biburg (Diedorf)

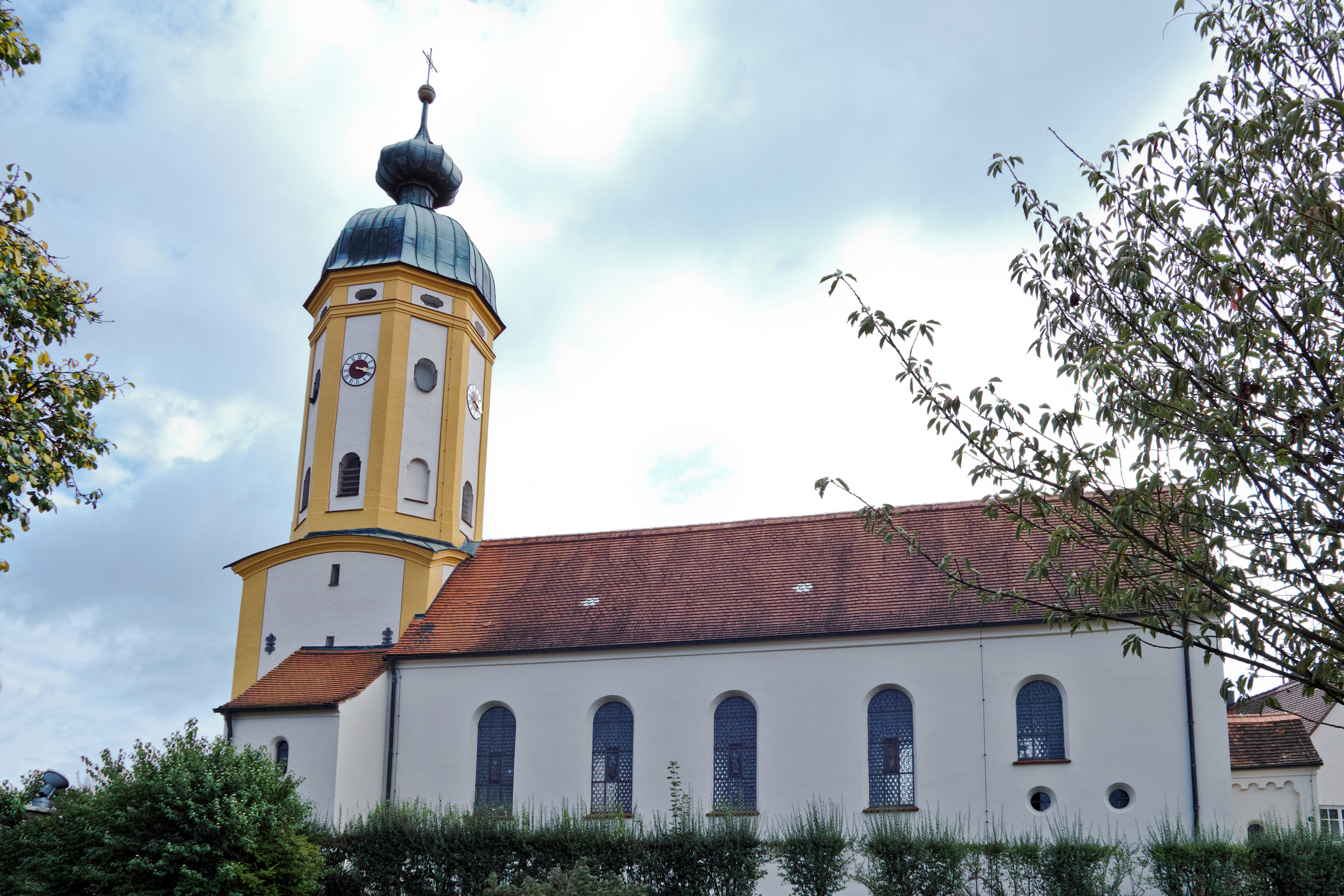
Pfarrkirche St. Andreas in Biburg

Biburg ist ein Pfarrdorf mit ca. 1.450 Einwohnern im schwäbischen Landkreis Augsburg. Seit der Gebietsreform vom 1. Mai 1978 ist Biburg ein Gemeindeteil des Marktes Diedorf.

## Lage
Biburg liegt auf einer Höhe von 488 m ü. NN. Zur Gemarkung gehört ebenfalls der Ortsteil Kreppen mit der Biburger Mühle sowie der Weiler Neudeck bei Schlipsheim.

## Geschichte
Das im Jahre 1178 erstmals urkundlich erwähnte Biburg befand sich schon um diese Zeit als bischöfliches Lehen in den Händen des Augsburger Kollegiatstifts St. Moritz. Entlang des Biberbächlein lagen die wahrscheinlich ersten Dotationsgüter des Kollegiatstifts, das seinen Besitz allmählich so sehr vergrößern konnte, dass er im Jahre 1643 fast das ganze Dorf umfasste. Mitte des 18. Jahrhunderts besaß St. Moriz in Biburg 52 Feuerstätten mit dem Nieder- und Gassengericht. Im Ort saß ein markgräflich-burgauischer Vogt in einem eigenen Vogt- oder Zoll- und Schützenhaus, der zugleich Zolleinnehmer war.
Die Biburger Mühle an der Schmutter (auch Schlipsheimer Mühle oder Kreppenmühle genannt) wurde ebenfalls schon 1178 erwähnt. In den Wäldern nördlich des Ortes wurde im Frühmittelalter Brauneisenerz in Trichtergruben gewonnen. Die Lage an der Straße Augsburg-Günzburg-Ulm (Zoll im Durchgangsverkehr, Postwesen) brachte der Ortschaft wirtschaftliche Vorteile. Deshalb war Biburg auch ehedem das größte Dorf unter den jetzt zur Einheitsgemeinde Diedorf zählenden Ortschaften.
Am 4. Januar 1516 zog Kaiser Maximilian I. durch. Bei der letzten Schlacht des Dreißigjährigen Krieges am 17. Mai 1648, Schlacht bei Zusmarshausen genannt, flackerten bei Biburg noch einmal die Kämpfe zwischen dem sich von Zusmarshausen nach Augsburg zurückziehenden kaiserlich-bairischen Heer und der nachstoßenden schwedisch-französischen Armee auf. Zwischen Biburg und Horgau soll der kaiserliche Feldmarschall Graf Peter Melander von Holzappel tödlich verwundet worden sein. 1740 kam es in Biburg während des Gottesdienstes zu einer blutigen Auseinandersetzung zwischen burgauischen und stiftischen Untertanen um die Kirchenbestuhlung.

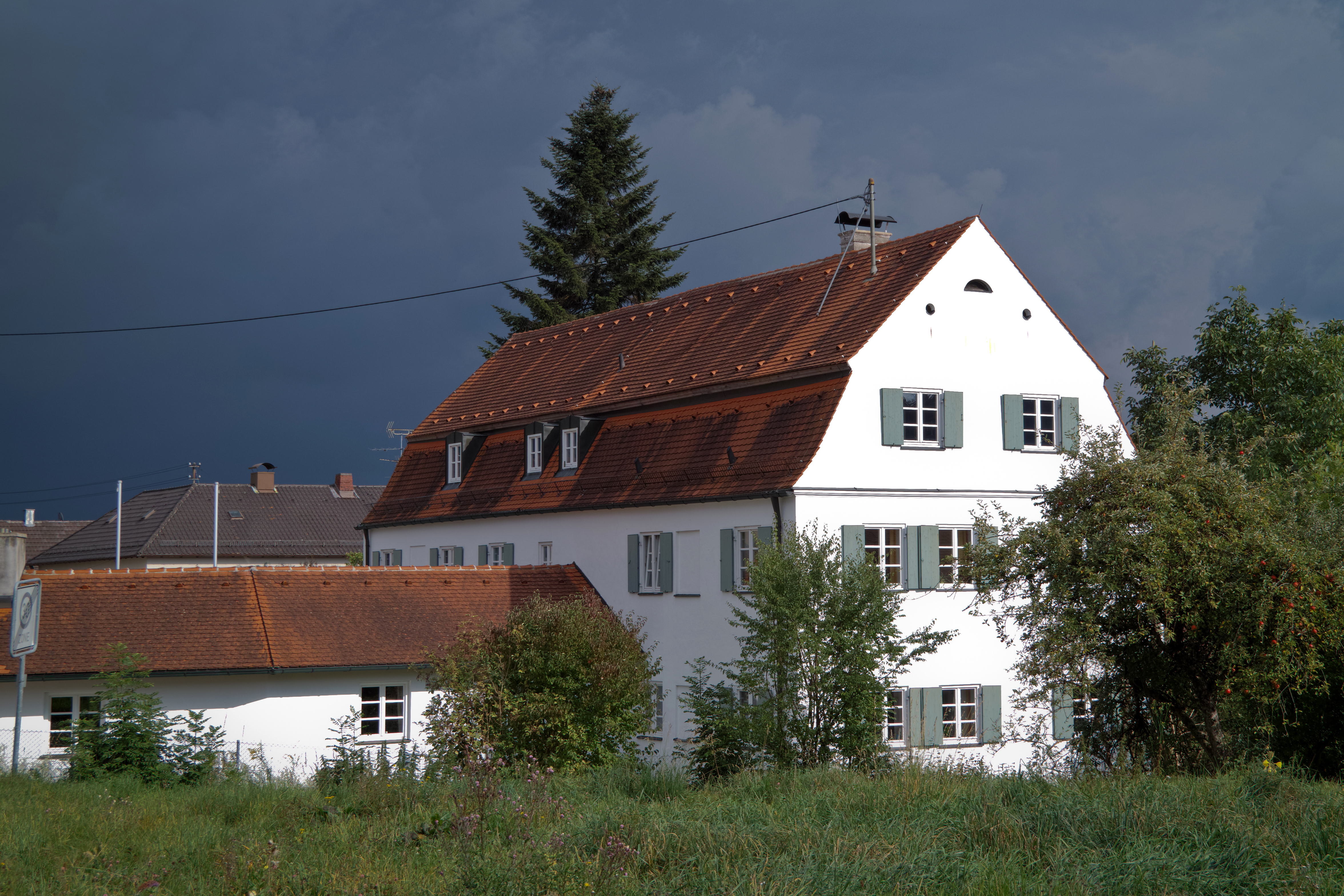
Biburger Schlösschen

Das Biburger Schlösschen, in dem sich jetzt das staatliche Forstamt befindet, gehörte in der zweiten Hälfte des 18. Jahrhunderts dem Augsburger Finanzmann Thomas Claudius Carli. Dort lebte zeitweise der für die Augsburger Geschichte bedeutsame Bibliograph und Historiker Georg Wilhelm Zapf (1747 bis 1810). In der Biburger Kirche St. Andreas hat sich eine alte Bauweise erhalten, bei der sich der Chor im Erdgeschoss des Turmes befindet. Eine Bräustatt und drei weitere Wirtshäuser erzielten früher ihr Einkommen durch die zahlreichen Fuhrleute und Reisenden.
Mit dem Reichsdeputationshauptschluss von 1803 kam Biburg zum Kurfürstentum Bayern. Im Zuge der Verwaltungsreformen in Bayern entstand mit dem Gemeindeedikt von 1818 die Gemeinde Biburg, mit den Ortsteilen Kreppen und Neudeck. Biburg war zunächst dem Landgericht Zusmarshausen unterstellt und seit seiner Gründung 1862 dem Bezirksamt Augsburg. Nach der Eröffnung der Bahnstrecke Augsburg–Ulm im Jahre 1853 nahm der Durchgangsverkehr ab. 1881 wurde die Freiwillige Feuerwehr Biburg gründet. Am 1. Mai 1978 wurde Biburg nach Diedorf eingemeindet.

## Ortsname
Der Name der Gemeinde lautete ursprünglich „Biber“ oder auch „Biberin“ und geht auf das Biberbächlein zurück, das in der Gemeindeflur entspringt. Die Vermutung, der Ortsname gehe auf eine Burg oder Wallanlage zurück, lässt sich durch urkundliche Notizen oder archäologische Funde nicht belegen.

## Wappen und Flagge der ehemals selbstständigen Gemeinde

### Wappen
Blasonierung: In Blau ein durchgehendes silbernes Andreaskreuz, belegt mit einem goldenen Schild, darin ein schmaler blauer Schildhauptwellenbalken über grünem Dreiberg.
Die ortsgeschichtliche Entwicklung wird mit dem Herzschild symbolisiert. Der schmale Wellenbalken steht für das ortsnamenstiftende Biberbächlein und wurde dem im Herzschild wiedergegebenen Wappen von St. Moritz aufgelegt. Das Andreaskreuz ist das Attribut des hl. Andreas, der der Patron der Pfarrkirche ist.

### Flagge
Die dreistreifige Gemeindefahne zeigt die Farben Blau/Gelb/Grün.

## Vereine
- CSU-Ortsverband Diedorf-Biburg
- Freiwillige Feuerwehr Biburg 1881
- Heimatverein Biburg e. V.
- Kath. Frauenbund Biburg
- Schützenverein „Schmuttertal“ Biburg e. V.
- Soldaten- und Kameradschaftsverein Biburg
- Sportverein Biburg e. V.
- Theaterverein Biburg

## Persönlichkeiten

### Söhne und Töchter
- Donat Müller (1804–1879), deutscher Komponist
- Jenny Gaugigl (* 1996), deutsche Fußballspielerin und U-20-Weltmeisterin 2014

### Persönlichkeiten die vor Ort wirkten
- Franz Wenceslaus Goldwitzer (1778–1840), Pfarrer am Ort